# 巴伐利亞的瑪蒂爾德
巴伐利亞的瑪蒂爾德·盧多維卡（德語：Mathilde Ludovika in Bayern，1843年9月30日—1925年6月18日）是特拉尼伯爵和巴伐利亚王国的女公爵。她的丈夫路易吉是两西西里国王費迪南多二世的次子。瑪蒂爾德的姐姐瑪麗亞·蘇菲亞也嫁给了路易吉的哥哥末代国王弗朗切斯科二世。
玛蒂尔德是巴伐利亚的馬克斯公爵和露多維卡公主的第七个孩子。她的其他姐姐包括著名的奥地利皇后伊丽莎白。